# Beilschmiedia brevifolia
Beilschmiedia brevifolia är en lagerväxtart som beskrevs av Yu e Tsung Wei. Beilschmiedia brevifolia ingår i släktet Beilschmiedia och familjen lagerväxter. Inga underarter finns listade i Catalogue of Life.